# جهاز سمعي
جهاز السمع هو الجزء من الجهاز الحسي المسؤول عن حاسة السمع. تعدّ الأذن المستقبل لحاسة السمع بالإضافة لدورها الهام في عملية التوازن. يتم نقل الإشارات العصبية من الأذن إلى الجهاز العصبي المركزي عبر العصب الدهليزي القوقعي (العصب القحفي الثامن).

## نظرة على الجهاز السمعي
تعمل الأذن الخارجية ممراً لاهتزازات الصوت وتنقلها إلى طبلة الأذن؛ لتزيد من ضغط الصوت في المدى المتوسط من الترددات. تضاعف عظيمات الأذن الوسطى من ضغط الاهتزازات بنحو 20 مرة. تنقل قاعدة الركاب الاهتزازات إلى القوقعة عبر النافذة البيضوية، التي تهز السائل اللمفاوي المحيطي (الموجود خلال الأذن الداخلية)، ويسبب بروز النافذة المدورة للخارج عندما تبرز النافذة البيضوية للداخل.
تمتلئ القنوات الدهليزية والطبلية باللمف المحيطي، وتمتلئ القناة القوقعية الأصغر بينهما باللمف الجواني، وهو سائل يحتوي على تركيزات وشحنات مختلفة للأيونات. تثني اهتزازات اللمف المحيطي الخلايا الخارجية بعضو كورتي (3 خطوط) مسببةً إطلاق بروتين البرستين في قمم تلك الخلايا. يسبب ذلك تحول الخلايا كيميائياً إلى شكل أطول وأكثر انكماشاً (تأثير جسدي حركي)، وتتحرك الحزم الشعرية، ما يؤثر كهربياً على حركة الغشاء القاعدي (تأثير حركي للحزم الشعرية). تكبِّر هذه المحركات (الخلايا الشعرية الخارجية) سعة الموجة المنتقلة بما يفوق 40 مرة. الخلايا الشعرية الخارجية هي خلايا قليلة التغذية العصبية عن طريق العقدة العصبية الحلزونية بحزم عصبية تبادلية تواصلية بطيئة عديمة الميالين (+30 شعرة لكل ليفة عصبية)، يختلف ذلك عن الخلايا الشعرية الداخلية التي تتلقى تغذية عصبية واردة فقط (+30 ليفة عصبية لكل شعرة واحدة) ولكنها غزيرة الاتصال. توجد خلايا شعرية خارجية بعدد يفوق الداخلية بنحو ثلاث إلى أربع مرات. الغشاء القاعدي هو حاجز بين السقالات، بطول الحافة التي تستقر عندها الخلايا الشعرية الخارجية والداخلية. يختلف عرض الغشاء القاعدي وتختلف صلابته للتحكم في ترددات المثالية لتشعر بها الخلايا الشعرية الداخلية. عند القاعدة القوقعية يكون الغشاء القاعدي أضيق ما يكون وشديد الصلابة (عند الترددات العالية)، بينما عند قمة القوقعة يكون أعرض ما يكون وأقلها صلابة (الترددات المنخفضة). يساعد الغشاء السقفي في عملية التكبير في القوقعة على تحفيز الخلايا الشعرية الخارجية (مباشرةً) والخلايا الشعرية الداخلية (خلال اهتزازات اللمف الجواني). يتوازى عرض الغشاء السقفي وصلابته مع الغشاء القاعدي، ويساعد بالمثل في تمايز الترددات.
تُعتبر النواة الزيتونية العلوية، في قنطرة فارول أول تجمع للنبضات الواردة من القوقعتين اليسرى واليمنى. تحتوي النواة الزيتونية العلوية على 14 نواة موصوفة. تحدد الزيتونة العلوية الإنسية الزاوية التي أتى بها الصوت عن طريق حساب الفرق في التوقيت بين القوقعتين اليسرى واليمنى. تطبع الزيتونة العلوية الوحشية مستويات الصوت بين الأذنين، فهي تستخدم الاختلاف في شدة الصوت للمساعدة في تحديد زاوية الصوت. تغذي الزيتونة العلوية الوحشية الخلايا الشعرية الداخلية عصبياً. تغذي النواة البطنانية للجسم المنحرف الخلايا الشعرية الخارجية عصبياً. تثبط النواة الإنسية للجسم المنحرف الزيتونة العلوية الوحشية عبر مادة الجليسين. تمتاز النواة الوحشية للجسم المنحرف بالمناعة ضد الجليسين، وتعمل على التأشير السريع. نواة المحيط الزيتوني الظهرانية هي نواة ترددات عالية. بينما نواة المحيط الزيتوني الظهرانية الوحشية هي نواة ترددات منخفضة. تقوم نواة المحيط الزيتوني البطنانية الوحشية بنفس وظيفة نواة المحيط الزيتوني الظهرانية، ولكنها تعمل في منطقة مختلفة.
الجسم المنحرف هو موقع تصالب أغلب ألياف نواة القوقعة (عبورها من اليسار لليمين والعكس)، يساعد هذا العبور في تحديد موقع الصوت. تنقسم نواة القوقعة إلى نواة قوقعة بطنانية ونواة قوقعة ظهرانية. تحتوي نواة القوقعة البطنانية على ثلاث أنوية. تنقل الخلايا الشجيرية معلومات التوقيت، ويحدد شكلها متوسط اهتزازات التوقيت. تشفر خلايا تشوبر أو الخلايا النجمية أطياف الصوت (قمم ووديان) عن طريق معدلات الإثارة العصبية المكانية المبنية على قوة المدخلات الصوتية (أكثر من التردد). الخلايا الأخطبوطية هي الأقرب للدقة الزمنية المثلى أثناء الإثارة، إذ تشفر الأكواد الصوتية بالتوقيت. تحتوي نواة القوقعة الظهرانية على نواتين. تستقبل نواة القوقعة الظهرانية المعلومات من نواة القوقعة البطنانية. تدمج الخلايا المغزلية المعلومات لتحديد إشارات الأطياف والموقع (إذا كان الصوت ناشئاً من الأمام أو من الخلف على سبيل المثال). تمتاز ألياف العصب القوقعي (+30 ألف) بالترددات الأكثر حساسية وتستجيب لمدى واسع من المستويات.
بصورة مبسطة، تُنقل إشارات الألياف العصبية عن طريق الخلايا الشجيرية إلى المناطق ثنائية الأذن في العقدة الزيتونية، بينما تلاحظ الخلايا النجمية قمم ووديان تلك الإشارات، وتستخلص الخلايا الأخطبوطية توقيت الإشارة. يحتوي الفتيل الوحشي على ثلاث أنوية: النواة الظهرانية تستجيب استجابة مثلى للمدخلات من الجانبين وتتميز باستجابات نغمية مركبة، والنواة المتوسطة لها استجابات نغمية واسعة، والنواة البطنانية ذات الاستجابات الواسعة ومتوسطة التركيب. تساعد الأنوية البطنانية للفتيل الوحشي الأكيمة السفلية في فك تشفير السعة المعدلة للأصوات باستجابات طورية وتوترية (النوتات القصيرة والطويلة على الترتيب). تستقبل الأكيمة السفلية المدخلات غير الظاهرة ومنها المدخلات المرئية (الباحة أمام السقف: تحرك العين تجاه الصوت. الأكيمة العلوية: الانتباه والسلوك تجاه المصدر، وحركة العين)، وقنطرة فارول (السويقة المخيخية العلوية: من المهاد إلى المخيخ والتواصل بشأن سماع الصوت والاستجابات السلوكية أثناء التعليم)، والحبل الشوكي (المادة الرمادية المحيطة بالمسال: سماع الصوت والاستجابة الانعكاسية له)، والمهاد. تلك هي الاستجابات التي تقوم بها الأكيمة السفلية في حالة «الاستجابة المباغتة» وردود الفعل الانعكاسية البصرية. بعيداً عن هذا التكامل الحسي، تستجيب الأكيمة السفلية لترددات محددة معدلة السعة، ما يسمح بتحديد طبقة الصوت. وتحدد الأكيمة السفلية اختلافات الزمن في المناطق السمعية ثنائية الأذن.
تنقسم النواة الركبية الإنسية إلى بطنانية (خلايا نقطة اتصال وخلايا نقطة اتصال مثبطة: تتناوب بها الترددات والشدة والمعلومات من الأذنين طوبوغرافياً)، وظهرانية (أنوية النغمات المركبة والواسعة: الاتصال مع المعلومات الجسدية الحسية)، وإنسية (أنوية النغمات المركبة والضيقة والواسعة: نقطة اتصال الشدة والمدة). القشرة السمعية مسؤولة عن إحضار الصوت إلى الوعي والإدراك. تتعرف القشرة السمعية على الأصوات (إدراك الصوت-الاسم) وتتعرف أيضاً على مصدر الصوت وموقعه. القشرة السمعية عبارة عن خريطة طوبوغرافية للترددات وبها حزم عصبية تتفاعل مع التوافقيات والأزمنة وطبقات الصوت المختلفة. القشرة السمعية لدى الأيمن حساسة لتناسق الأنغام، بينما تزيد حساسية القشرة السمعية لدى الأعسر للاختلافات الدقيقة في التتابع الصوتي. تشترك القشرة المخية الأمامية الإنسية الروسترية والبطنانية الوحشية في النشاط أثناء تكوين الذكريات قصيرة الأمد والتعرف على الفضاء النغمي، على الترتيب. تشمل التلافيف الصدغية المستعرضة منطقة فيرنك ووظيفتها، وتشترك بقوة في ربط الصوت بالمشاعر وربط المشاعر بتعبيرات الوجه، وعمليات ذكريات الأصوات. القشرة الشمية الداخلية جزء من «جهاز الحصين» الذي يساعد في تكوين الذكريات البصرية والسمعية ويساعد في تخزينها. يساعد التلفيف فوق الهامشي في فهم اللغة، وهو مسؤول عن الاستجابات العاطفية. يربط التلفيف فوق الهامشي بين الأصوات والكلمات مع التلفيف الزاوي ويساعد في اختيار الكلمات. يدمج التلفيف فوق الهامشي المعلومات اللمسية والبصرية والصوتية معاً.